# Interstate 95 (Delaware)
Cet article traite d'une section intra-État de l'autoroute. Pour l'article traitant de l’autoroute au complet, référez-vous à Interstate 95.
L'interstate 95 au Delaware constitue un segment très court de l'interstate 95, l'autoroute majeure de la côte est des États-Unis. L'Interstate 95, longue de plus de 3 000 km, traversant notamment Washington, Miami, Baltimore, Philadelphie, New York et Boston.
Dans sa section au Delaware, elle mesure 37,7 km ({unité|23.4|miles), en passant dans le secteur le plus urbanisé de l'État, soit dans la région de Newark (Delaware) et Wilmington, soit dans l'extrême nord de l'État. Elle traverse l'État selon une orientation ouest-est, en suivant une portion du Delaware Turnpike, signifiant que la portion ouest de l'Interstate 95 dans l'État est à péage.

## Tracé

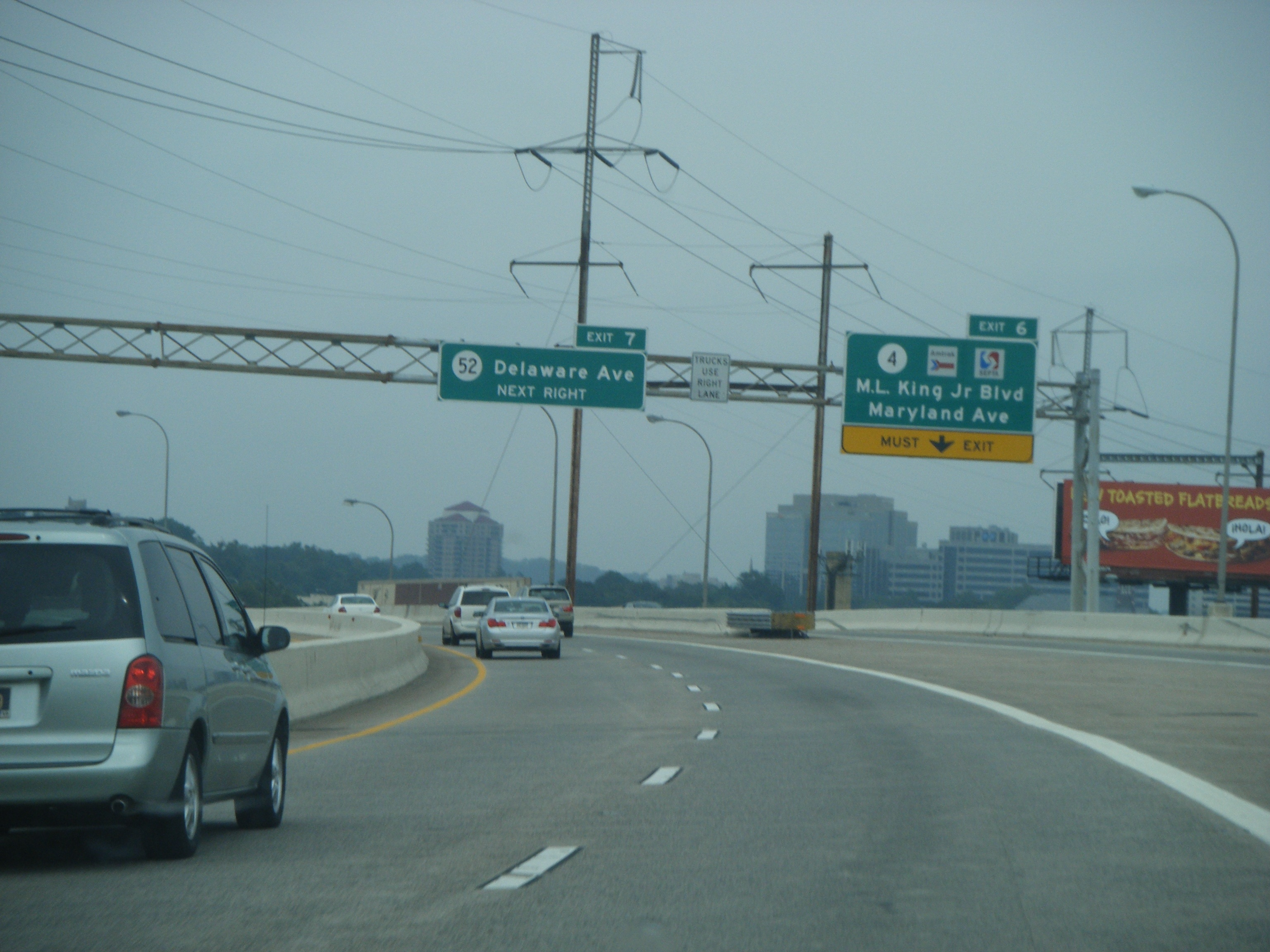
L'interstate 95 vers le nord, en approche de Wilmington.

Le segment de l'Interstate 95 au Delaware débute à la frontière entre l'état et le Maryland, à l'ouest de la ville de Newark. Les villes que croise l'I-95 au Maryland sont Havre de Grace (21 miles de la frontière) et Baltimore (57 miles de la frontière).
Elle commence par se diriger vers l'est dans l'état, alors qu'elle possède, durant le premier mile, un poste de péage pour le Delaware Turnpike. En passant au sud de Newark et Brookside, puis courbe légèrement vers le nord, en se dirigeant vers l'est-nord-est. Par la suite, alors qu'elle passe au nord de Christiana, à la hauteur de la sortie 4, elle croise la route 1 du Delaware, qui mène, vers le sud, vers Dover, la capitale de l'état, et plus tard, vers la U.S. Route 13, et Virginia Beach beaucoup plus au sud. 
Par la suite, toujours en traversant un territoire plutôt urbanisé, elle possède un échangeur complexe, englobant la U.S. Route 202, la route 141 du Delaware vers le nord, vers Newport. Surtout, cet échangeur permet l'accès à l'interstate 295, vers le Delaware Memorial Bridge, le New Jersey, ainsi que la ville de New York. L'interstate 495 permet aussi l'accès au sud de Wilmington, en suivant la rivière Delaware. C'est à cet endroit que le trafic se sépare véritablement en deux; d'un côté, les automobilistes suivant l'I-95 vers Philadelphie, et d'un autre côté, les automobilistes suivant l'I-295 vers New York. De plus, lors de la séparation I-95/I-495, les panneaux de signalisation indiquent Philadelphie vers l'I-495 et Wilmington vers l'I-95, alors que la grande ville de Pennsylvanie est parfaitement accessible via les 2 routes.
Pour les 10 prochains miles, elle se dirige plus vers le nord, en étant parallèle au fleuve Delaware, en passant au nord de la plus grande ville de l'état, Wilmington. Alors qu'elle passe ensuite au nord de Claymont, l'Interstate 495 la rejoint, et dès cet échangeur, elle entre en Pennsylvanie, vers Philadelphie.

## Histoire

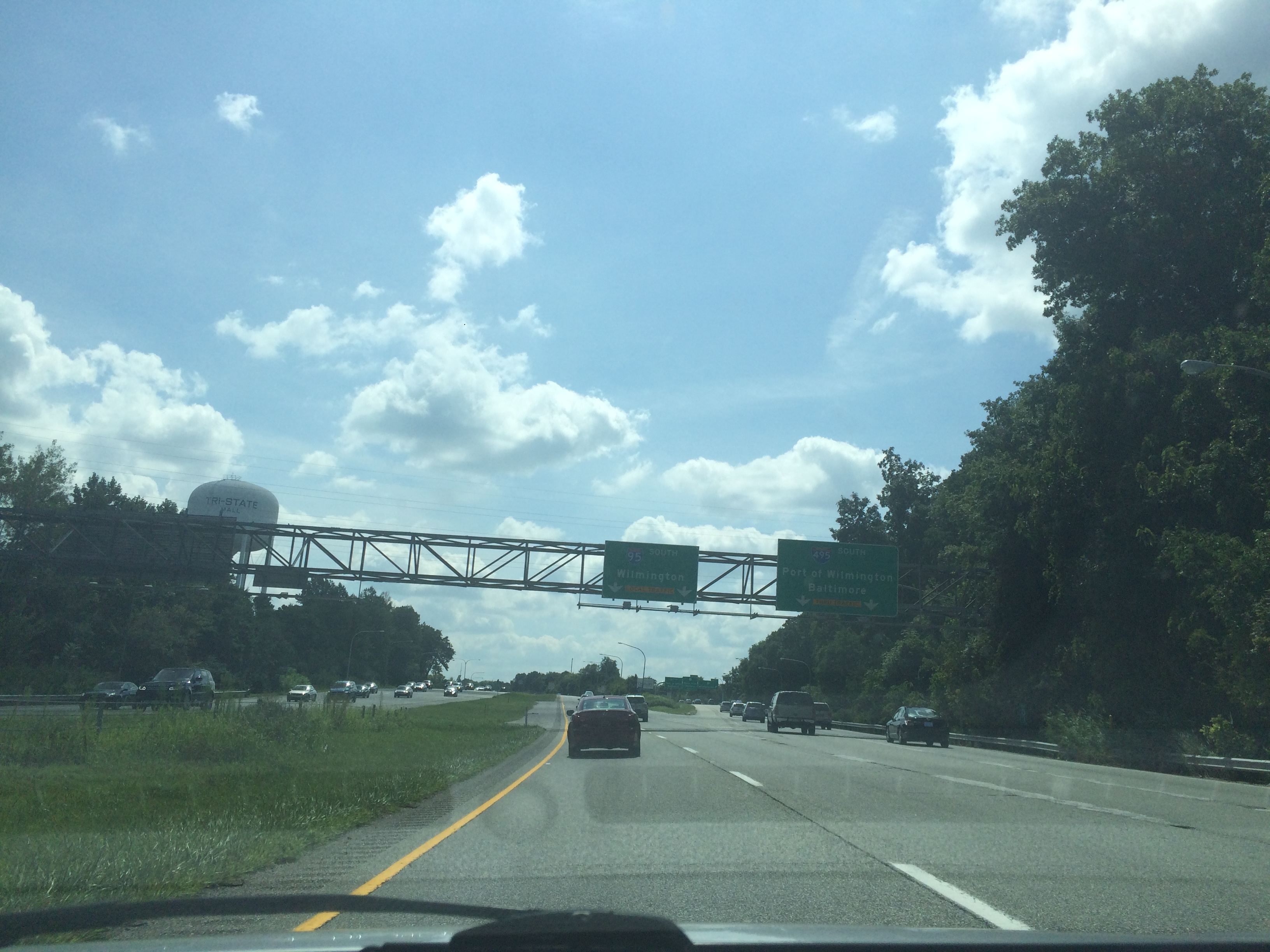
L'interstate 95 direction sud, au nord de Wilmington, à la jonction avec l'Interstate 495.

La section du Delaware Turnpike (à l'ouest du Delaware à Memorial Bridge) de l'Interstate 95 a premièrement été planifiée dans les années 1950, après la fin de la construction du pont Chasapeake Bay, du pont Delaware Memorial, et du New Jersey Turnpike. Le gouvernement de l'État voulait tout d'abord construite une autoroute à péage qui aurait suivi la U.S. Route 13 ainsi que la U.S. Route 40, et qui aurait permis l'accès au Maryland Expressway, une route proposée qui aurait suivi l'actuelle U.S. Route 301. Toutefois, les plans ont été changés pour le Delaware et le Maryland, pour construire une route à péage qui aurait servi de lien direct entre Baltimore, Washington et Philadelphie. Comparé à d'autres routes à péage, comme le Pennsylvania Turnpike et le New Jersey Turnpike, l'autoroute serait construite sur les plans actuels pour les standards autoroutiers pour une autoroute Interstate. Le DelDOT (Delaware Department of Transportation) a construit l'autoroute entre 1960 et 1963, avec l'ouverture officielle inaugurée par John F. Kennedy le 15 novembre 1963, seulement une semaine avant son assassinat à Dallas. Comme résultat, à la fois le Delaware Turnpike ainsi que la section nord de l'interstate 95 au Maryland ont été nommés John F. Kennedy Memorial Highway.
La section dans Wilmington de l'Interstate 95 a été premièrement planifiée en 1955 sur le tracé actuel de l'interstate 495, passant au sud de la ville. La construction de ce segment a commencé en 1963, presque en même temps que l'ouverture officielle du Delaware Turnpike. Cette portion de l'autoroute a été complétée entre le Delaware Turnpike et la U.S. Route 202 (Concord Pike) en 1967 et du Concord Pike jusqu'à la frontière avec la Pennsylvanie en 1968.
Depuis l'ouverture de l'Interstate 495 dans l'État du Delaware, plusieurs changements sont survenus. L'ancien Delaware Turnpike, qui possédait alors 4 voies (configuration 2-2), a été élargi à 6 voies (configuration 3-3) en 1972, puis jusqu'à 8 voies (configuration 4-4) dans le début des années 1980. En 1976, les postes de péages le long des échangeurs ont été supprimés.
La section Wilmington Expressway a subi 2 gros projets de reconstruction dans son histoire. Le premier fut entre 1978 et 1982, durant lequel le viaduc Wilmington a été réduit à 2 voies pour une reconstruction. Durant ce temps, l'Interstate 95 a été déviée vers le nord, sur un nouveau tronçon ouvert, contournant la ville par le nord, entre Newport et Claymont, et ce segment fut numéroté Interstate 895. À la suite de l'aboutissement du projet en 1982, l'I-95 est revenue sur son alignement original, remplaçant ainsi l'Interstate 895, et la section au sud est devenue par le fait même l'Interstate 495. Un autre projet fut mis en place entre 2000 et 2003. La première étape était la reconstruction entre la U.S. Route 202 et la frontière avec la Pennsylvanie. Le voies vers le sud furent fermées entre avril et juillet 2000, et les voies vers le nord, entre juillet et octobre 2000, où le trafic devait prendre l'Interstate 495, une route alternative. La construction de ce segment se passa entre 2001 et 2003.
Depuis 2000, le DelDOT a proposé de faire passer l'Interstate 95 sur l'I-495, sur le même alignement utilisé entre 1978 et 1982, en plus de renuméroter l'Interstate 95 actuelle dans Wilmington en tant que la Interstate 95 Business, similaire à l'Interstate 83 dans York, en Pennsylvanie. Le maire de Wilmington a catégoriquement refusé cette proposition.
En 2007, le DelDOT a annoncé qu'ils allaient élargir l'Interstate 95 à 10 voies, selon une configuration 5-5. En direction nord, ces voies seraient entre la sortie 4 (DE-1) jusqu'à la bifurcation avec l'I-495. En direction sud, ces voies sont situées entre la sortie 5 et la route 58 du Delaware. La construction commença en mai 2007, et se termina en novembre 2008. 
L'aire de service du Delaware House Plaza fut fermée pendant 10 mois pour une reconstruction en septembre 2009.
Le DelDOT a aussi reconstruit l'échangeur I-95/DE-1/DE-7 (sortie 4) en créant des sorties surélevées, allégeant ainsi la circulation et la congestion dans l'échangeur, qui est un des plus empruntés dans l'État. La sortie entre la 95 sud et la DE-1 ouvrit le 27 août 2013, et la sortie entre la DE-1 nord vers la 95 nord ouvrit le 17 octobre 2013.

## Autoroutes auxiliaires
Dans l'état, l'Interstate 95 possède 2 autoroutes auxiliaires:
- L'interstate 295 relie l'I-95 au pont Delaware Memorial, se rattachant ensuite au New Jersey Turnpike au New Jersey. Elle mesure moins de 5 miles dans l'état, et est une autoroute très empruntée, principal lien entre la I-95 depuis le grand Washington et depuis Baltimore vers la grande agglomération de New York. Il est à noter qu'elle se poursuit du côté du new Jersey en suivant de près le Turnpike[4].
- L'interstate 495, quant à elle, est une autoroute passant au sud de Wilmington, en suivant de près le fleuve Delaware. Elle est presque autant empruntée que l'I-95 au nord, puisqu'elle est un lien plus direct vers Philadelphie, et la suite de l'I-95[4],[3].

## Disposition des voies
Au tout début de l'état, elle possède 6 voies, selon une configuration 3-3. Au poste de péage, elle possède une configuration 2-2 pour les voies express, tandis que 7 postes de péage sont présents, dans les deux direction. De ce point jusqu'à la sortie 4, avec la route 1 du Delaware, elle possède 8 voies (configuration 4-4), puis tombe 10 voies (configuration 5-5), et ce, jusqu'à la sortie 5 (vers le New Jersey Turnpike). Durant cet échangeur, elle perd 2 voies, celles-ci allant vers les Interstates 295 et 495. Elle traverse la ville de Wilmington en possédant majoritairement 6 voies (configuration 3-3), puis, alors qu'elle quitte la ville par le nord, elle ne possède que 4 voies (configuration 2-2). À la toute fin de l'état, à sa jonction avec l'I-495, elle tombe 8 voies, et ce, pour une très courte période, avant d'entrer en Pennsylvanie.

## Aire de service
Le Delaware Service Plaza, situé entre les sorties 1 et 2, est la seule aire de service dans l'état. Elle possède un centre d'information touristique, des restaurants, des aires de repos pour automobiles et camions, en plus de posséder une station-service. Les sorties menant à cette aire de service sont situées à gauche .

## Liste des échangeurs
Du sud au nord, c'est le premier état des États-Unis où les numéros de sorties deviennent séquentiels pour l'I-95, et non sur la distance en mile parcourue depuis le début de l'état, et ce, pour le reste de son parcours dans le pays (excepté en Pennsylvanie et au Maine).
| Liste des échangeurs de l'Interstate 95 au Delaware | Liste des échangeurs de l'Interstate 95 au Delaware | Liste des échangeurs de l'Interstate 95 au Delaware | Liste des échangeurs de l'Interstate 95 au Delaware            | Liste des échangeurs de l'Interstate 95 au Delaware                                                                       | Liste des échangeurs de l'Interstate 95 au Delaware |
| Emplacement                                         | Mile                                                | km                                                  | #                                                              | Intersection / Destinations                                                                                               | Notes |
| --------------------------------------------------- | --------------------------------------------------- | --------------------------------------------------- | -------------------------------------------------------------- | --- | --- |
| Frontière Maryland-Delaware                         | 0,00                                                | 0,00                                                | I-95 sud, Baltimore (MD), Washington (DC), Havre de Grace (MD) | I-95 sud, Baltimore (MD), Washington (DC), Havre de Grace (MD)                                                            | Extrémité sud-ouest de la I-95 au Delaware |
| Newark (DE)                                         | 0,54                                                | 0,87                                                | Poste de péage du Delaware Turnpike; coût de 4,00 $            | Poste de péage du Delaware Turnpike; coût de 4,00 $                                                                       | Poste de péage du Delaware Turnpike; coût de 4,00 $ |
| Newark (DE)                                         | 2,34                                                | 3,77                                                | 1AB                                                            | DE-896 (College Ave.), vers US 301 sud, Newark, Middletown                                                                | numérotée 1A vers le sud (Middletown) et 1B vers le nord (Newark); Delaware House Service Plaze situé entre la sortie 1 et 2                                                                                                 |
| Newark (DE)                                         | 6,63                                                | 10,67                                               | 3AB                                                            | DE-273, Christiana, Ogletown                                                                                              | numérotée 3A vers le sud (Christiana) et 3B vers le nord (Ogletown) |
| Christiana                                          | 7,89                                                | 12,70                                               | 4AB                                                            | DE-1, DE-7, vers DE-58, Stanton, Dover, Salisbury, Virginia Beach                                                         | numérotée 4A direction sud (Dover) et 4B direction nord (Stanton); bretelles de l'I-95 sud vers la DE-1 (ou vice-versa) ont été démolies et reconstruites dû au haut taux de circulation; échangeur fréquemment congestionné |
| Newport                                             | 10,56-11,50                                         | 16,99-18,51                                         | 5AB                                                            | DE-141, US 202 sud, Newport, New Castle                                                                                   | numérotée 5A vers le sud (New Castle) et 5B vers le nord (Newport); terminus sud du multiplex avec la US-202 |
| Newport                                             | 11,75-13,34                                         | 18,91-21,47                                         | 5C                                                             | I-295 est (Delaware Turnpike), vers Delaware Memorial Bridge et le New Jersey Turnpike, New York (NY), Atlantic City (NJ) | Extrémité nord du multiplex avec le Delaware Turnpike |
| Newport                                             | 12,65                                               | 20,36                                               | 5D                                                             | I-495 est, Port de Wilmington, Philadelphie (PA)                                                                          | entrée sud et sortie nord seulement |
| Wilmington                                          | 14,78                                               | 23,79                                               | 6                                                              | DE-4 (Martin Luther King Jr. Blvd., 4th Street), Wilmington, Loveville                                                    | |
| Wilmington                                          | 15,68                                               | 25,23                                               | 7AB                                                            | DE-52 (Delaware Ave.), Wilmington centre, Greenville                                                                      | *direction sud seulement, numérotée 7A vers le sud (Wilmington) et 7B vers le nord (Greenville) |
| Wilmington                                          | 16,97                                               | 27,31                                               | 8AB                                                            | DE-202 (Concord Pike), US 202 nord, Talleyville, West Chester (PA)                                                        | numérotée 8A vers le sud (Wilmington) et 8B vers le nord (Talleyville) |
| Wilmington                                          | 19,12                                               | 30,77                                               | 9                                                              | DE-3 (Marsh Rd.) | |
| Claymont                                            | 21,30                                               | 34,28                                               | 10                                                             | Harvey Rd. | sortie nord et entrée sud seulement |
| Claymont                                            | 23,10                                               | 37,18                                               | 11                                                             | I-495 sud, DE-92 (Naamans Rd.), Claymont, Baltimore (MD)                                                                  | direction nord, pour DE-92; direction sud, pour I-495 |
| Frontière Delaware-Pennsylvanie                     | 23,43                                               | 37,71                                               | I-95 nord, Chester (PA), Philadelphie (PA)                     | I-95 nord, Chester (PA), Philadelphie (PA)                                                                                | Extrémité nord de l'I-95 au Delaware |
| - Péage - Multiplex - Échangeur incomplet           |                                                     |                                                     |                                                                | | |